# 1929 في النمسا
فيما يلي قوائم الأحداث التي وقعت خلال عام 1929 في النمسا.

## سياسة

### تعيين في المنصب
- 26 سبتمبر – كارل فوغوان Vice-Chancellor of Austria [الإنجليزية]‏.

### انتهاء فترة المنصب
- 4 مايو – إغناتس زايبل وزير خارجية النمسا [الإنجليزية]‏.

## مواليد

### يناير
- 1 يناير – كورت غوتفريد فيزيائي أمريكي.

### فبراير
- 5 فبراير – فريد سينوفاتز سياسي نمساوي.
- 8 فبراير – كارل كولر لاعب كرة قدم نمساوي.
- 16 فبراير – غيرهارد هانابي لاعب كرة قدم نمساوي.

### مارس
- 17 مارس – بيتر بيرغر
- 27 مارس – هاينريش ميتر فيزيائي نمساوي.

### أبريل
- 8 أبريل – فالتر بيري

### مايو
- 3 مايو – ألبرت ماندلر
- 9 مايو – جيرنوت إيدير فيزيائي نمساوي.
- 11 مايو – إيفا شلوس

### يوليو
- 17 يوليو – يوهان ريغلر لاعب كرة قدم نمساوي.
- 29 يوليو – ألفريد تاينيتسر لاعب كرة قدم نمساوي.

### أغسطس
- 15 أغسطس – يوجين برونولد طبيب قلب من الولايات المتحدة الأمريكية.

### نوفمبر
- 7 نوفمبر – إريك كاندل

## وفيات

### فبراير
- 23 فبراير – مرسيدس يلنيك (مواليد 1889)

### يوليو
- 15 يوليو – هوجو فون هوفمانستال (مواليد 1874)

### سبتمبر
- 23 سبتمبر – ريشارد سيغموندي (مواليد 1865) كيميائي نمساوي.